# Bobo River
Der Bobo River ist ein Fluss im Nordosten des australischen Bundesstaates New South Wales.

## Geographie
Der Fluss entspringt an den Nordhängen des Tallowood Point am Ostende des Dorrigo-Nationalparks und etwas westlich des Bindarri-Nationalparks. Von dort fließt der Fluss nach Nordwesten durch die Siedlung Brooklana östlich des Cascade-Nationalparks in den Wild Cattle State Forest. Dort wendet er seinen Lauf nach Norden und mündet östlich des  Nymboi-Binderay-Nationalparks in den Little Nymboida River.